# عبدالباری جهانی
عبدالباری جهانی (زاده: ۱۳۲۷ قندهار) نویسنده، شاعر و وزیر اسبق اطلاعات و فرهنگ افغانستان است. او در دوره حکومت وحدت ملی به ریاست محمد اشرف غنی در سال ۲۰۱۵ رای اعتماد را از پارلمان توانست کسب کند. وی در ماه آبان/عقرب ۱۳۹۵ بدلیل مشکلات صحی استعفا داد.

## زندگی‌نامه
عبدالباری جهانی زاده ۱۳۲۷ از ولایت قندهار است. هویت قومی جهانی مجهول است، در مقاله انگلیسی ویکیپدیا در باره جهانی، هویت قومی نامبرده لودین نوشته شده است، در جای دیگری هویت جهانی را هوتک قلمزد کرده است، در حالیکه سید مسعود؛ استاد دانشکده اقتصاد دانشگاه کابل و کارشناس اقتصادی گفته که عبدالباری جهانی اصلاً  تاجک است و به غزنی تعلق دارد. وی تحصیلات ابتدائی خود را در مدرسه میرویس نیکه به پایان رسانید و در سال ۱۹۷۲ از دانشگاه کابل در رشته زبان و ادبیات پشتو مدرک لیسانس خود را کسب کرد. در سال ۱۹۸۱ به پاکستان و سپس به ترکیه مهاجرت کرد و در سال ۱۳۸۳ به آمریکا رفت. وی سابقه همکاری با رسانه صدای آمریکا در بخش رادیو را دارد و معروفیت او به‌علت سرودن شعر سرود ملی افغانستان در سال ۱۳۸۶هست.

### دیگر فعالیت‌ها
- فعالیت با رسانه صدای آمریکا.
- عضو کمیسیون تدوین قانون اساسی
- چاپ کتاب و اشعار.